# 真桑站
真桑站（日语：／ Makuwa eki */?）是位於岐阜縣本巢市下真桑，名古屋鐵道揖斐線的鐵道車站（廢站）。

## 歷史

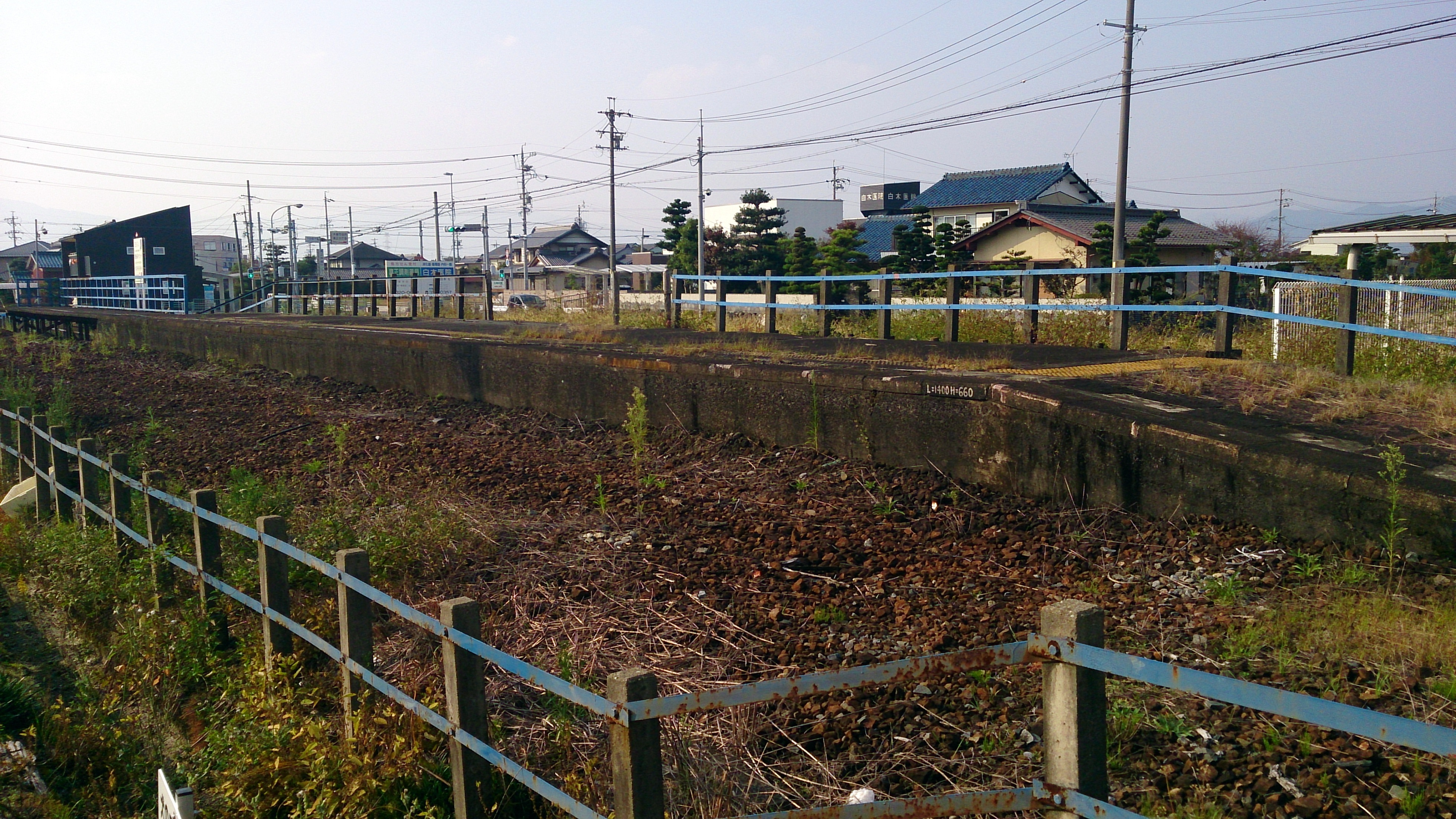
月台遺蹟
（2015年10月）

- 1926年（大正15年）4月6日 - 美濃電氣軌道（日语：美濃電気軌道）北方線北方町站（後來名為美濃北方站）至黑野站之間開業，此站啟用[2][3]。
- 1930年（昭和5年）8月20日 - 美濃電氣軌道與名古屋鐵道（第一代。同年中改名為名岐鐵道，在1935年起再改名為名古屋鐵道）合併。成為名古屋鐵道的車站[3]。
- 1948年（昭和23年）11月1日前 - 成為無人車站[4]。
- 2005年（平成17年）4月1日 - 揖斐線忠節站至黑野站之間被廢除，此站也被廢除[5]。

## 車站構造
截至車站廢除前，此站是地面車站，設有1面1線的單式月台。

### 配線圖
| ← 黑野方向      | 真桑站 站內配線略圖 | → 忠節方向 |
| 图例 参考文献： |                     |            |

## 使用狀況
- 在中提及在1992年度，當時1日平均上下車人次為361人，為除岐阜市內線均一車費區間內各站（岐阜市內線、田神線、美濃町線徹明町站至琴塚站之間）外名鐵所有車站（342站）中排名第290，揖斐線、谷汲線之間（24站）排名第10[1]。

## 車站周邊
- 本巢市政廳真正分廳舍

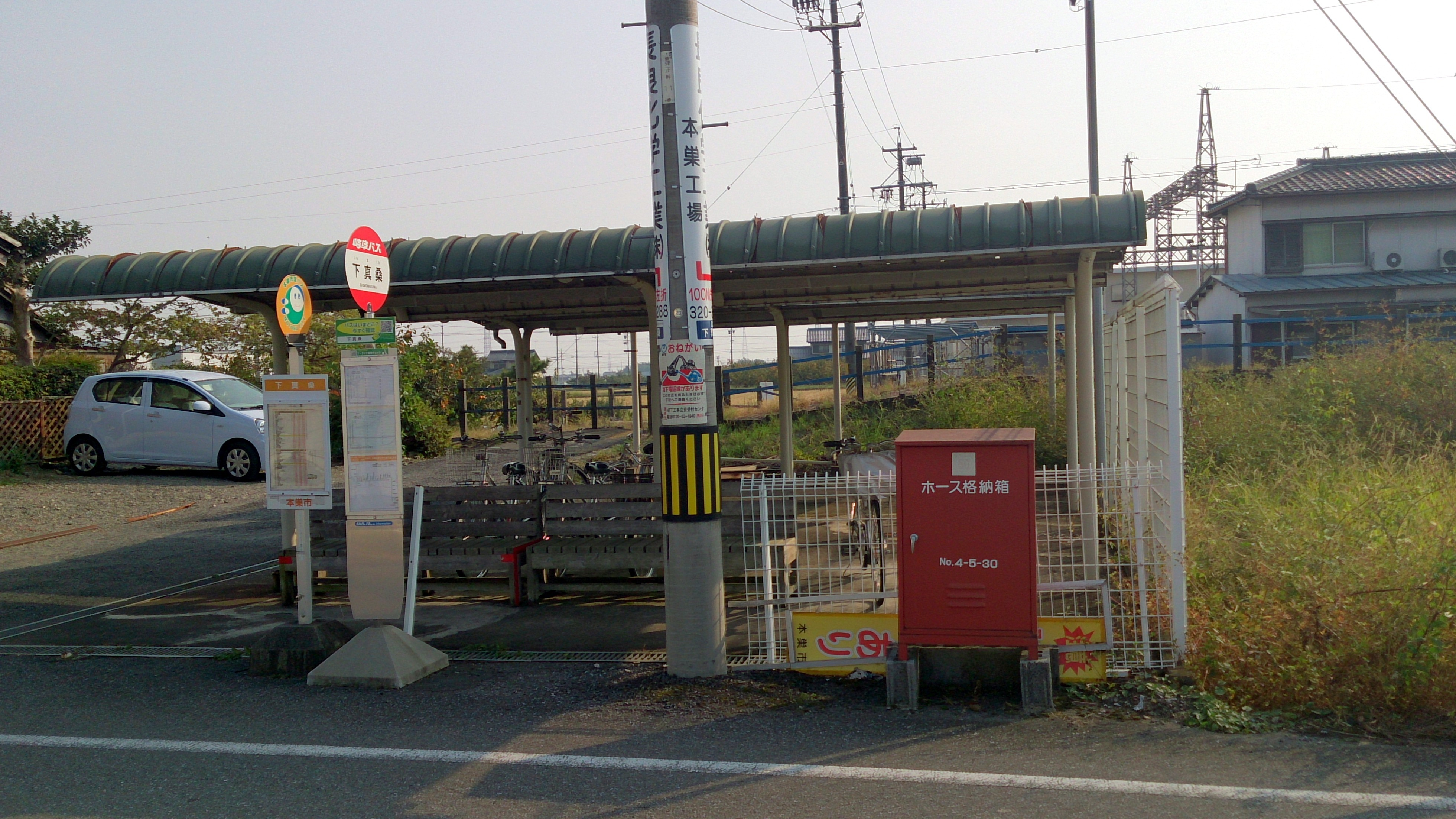
下真桑巴士站
（2015年10月）

- 岐阜巴士（日语：岐阜乗合自動車）、本巢市市營巴士（日语：本巣市市営バス）（彈正線） ：下真桑巴士站（替代交通。鄰接車站遺址前的單車停泊處。參見右圖）

## 相鄰車站
名古屋鐵道
■揖斐線
■急行·■普通
美濃北方－真桑－政田
- 在1969年（昭和44年）前，此站與美濃北方站曾經設有八又站。

## 注腳
1. 1 2  名古屋鐵道廣報宣傳部（編）. . 名古屋鐵道. 1994: 651–653.
2. ↑  「地方鉄道運輸開始」《官報》1926年4月13日（國立國會圖書館數碼化資料）
3. 1 2  . 鄉土出版社. 1997: 220–230. ISBN 4-87670-097-4 （日语）.
4. ↑  德田耕一. . JTB Can Books. JTB出版. 2005: 97. ISBN 978-4-53305-883-7 （日语）.
5. ↑  今尾惠介（監修）.  7 東海. 新潮社. 2008: 52–53. ISBN 978-4-10-790025-8 （日语）.
6. ↑  電氣車研究會，《鐵道畫刊》通卷第473號 1986年12月 臨時增刊号 「特集 - 名古屋鐵道」，附圖「名古屋鐵道路線略圖」